# William Harrison Hays
Pour les articles homonymes, voir William Hays.
William Harrison Hays, né le 5 novembre 1879, à Sullivan (Indiana) et mort le 7 mars 1954 au même endroit, est un homme politique américain. Membre du Parti républicain, il est Postmaster General des États-Unis entre 1921 et 1922 dans l'administration du président Warren G. Harding puis président de la Motion Picture Producers and Distributors of America entre 1922 et 1945. Il a donné son nom au code de censure du cinéma américain, le code Hays, en vigueur entre 1934 et 1966.

## Biographie
William Hays, président du bureau national du Parti républicain de 1918 à 1921, a dirigé victorieusement la campagne électorale de Warren G. Harding lors de l'élection présidentielle de 1920.
Warren Harding, devenu président, l'a ensuite nommé Postmaster General des États-Unis. Lorsqu'éclate l'affaire Roscoe Arbuckle, il prend position aux côtés des partisans de l'ordre et de la moralité et met en avant sa fonction de ministre presbytérien. Il démissionne de son poste de Postmaster General en 1922, pour devenir, à la demande des studios hollywoodiens, le premier président de la Motion Picture Producers and Distributors of America (MPPDA), jusqu'à sa retraite en 1945. En 1945, cette organisation est devenue la Motion Picture Association of America, MPAA.
Selon Kenneth Anger, dans son livre Hollywood Babylone, William Hays était franc-maçon, membre des Chevaliers de Pythias, du Kiwanis, du Rotary, des Moose et de l'Ordre des Elks.

## Influence
Il est considéré, à cause de son puritanisme, comme une des personnalités les plus néfastes au développement du cinéma américain. En imposant son code Hays qui rassemble tous les tabous possibles, il a pesé sur la créativité du cinéma hollywoodien en suggérant aux réalisateurs et aux producteur une sorte de pré-censure.
Il était en particulier farouchement opposé à voir apparaitre à l'écran le nombril des femmes.
Lors du procès de son divorce avec son ex-épouse, l'avocat de celle-ci a témoigné qu'il s'était acharné pendant des années sur le nombril de sa propre femme, ce qui peut être interprété comme une validation de la théorie freudienne du refoulement.